# Luis Agromayor
Luis Agromayor Arredondo fue un fotógrafo, escritor y viajero español especializado en antropología social y temáticas de Madrid.
Destacan en su obra mixta los estudios y álbumes fotográficos dedicados al comercio antiguo en la capital de España.
También participó en obras colectivas como Bienvenido a España (1983), La arquitectura popular española (1990) y la Madrid guida alla Capitale Europea della Cultura/92 (1992). De su labor periodística puede recordarse su retrato de Kafka en Frank Kafka y Praga, publicado en El País (26 de junio de 1983, pp. 43-53). 

Agromayor falleció en Madrid el 11 de agosto de 2006.
Su archivo fotográfico fue adquirido por el Estado español con destino al Instituto del Patrimonio Cultural de España.

## Obras
- Farmacias de España (1986)
- Fiestas populares de España (1987)
- Guía de Segovia (1990)
- Tabernas de Madrid (1997)
- De Madrid al cielo: un estremecedor y fascinante viaje a las alturas (2002)
- El Camino de Santiago de los Pirineos a Finisterre (2006)
- El honrado comercio en Madrid (2006)